# Podostra postać skórna tocznia rumieniowatego
Podostra postać skórna tocznia rumieniowatego (ang. subacute cutaneus lupus erythematosus, SCLE) – choroba autoimmunologiczna, należąca do grupy toczni rumieniowatych, łagodniejsza postać tocznia rumieniowatego układowego bez zmian narządowych. W większości przypadków chorzy spełniają co najmniej cztery kryteria ARA. Cechą charakterystyczną jest wybitna nadwrażliwość na światło. U chorych wykrywa się przeciwciała przeciwjądrowe ANA, anty-Ro (SS-A), anty-La (SS-B). W przebiegu choroby poziom przeciwciał waha i w pewnych okresach może być nieoznaczalny.

## Obraz kliniczny
Zmiany dotyczą wyłącznie skóry, w SCLE nie występują zmiany narządowe. Wykwity są zlokalizowane na obszarach eksponowanych na działanie światła. Na błonach śluzowych mogą występować nadżerki. Wyróżnia się dwie postacie choroby: postać obrączkowata i postać łuszczycopodobna. Obie postacie mogą występować jednocześnie. Zmiany skórne nie pozostawiają blizn. Zwykle samoistne wyleczenie w ciągu kilku miesięcy do kilku lat, ale jest możliwe przejście do tocznia rumieniowatego układowego.

### Postać obrączkowata
Charakteryzuje się licznymi rozsianymi ogniskami rumieniowo-obrzękowymi z przejaśnieniem w części środkowej. W okresie zaostrzeń zmiany mogą mieć charakter wysiękowy z martwicą naskórka i tworzeniem strupów.

### Postać łuszczycopodobna
Charakteryzuje się występowaniem delikatnie łuszczących się grudek podobnych do grudek w łuszczycy.

## Czynniki wywołujące
- promieniowanie UV,
- urazy mechaniczne,
- niektóre leki.

## Rozpoznanie
Rozpoznanie stawia się na podstawie spełnienia co najmniej 4 kryteriów ARA (spełniane nawet do 80% chorych), badania histopatologicznego (zmiany podobne do SLE) oraz immunoflurescencji (bezpośredniej i pośredniej). Lupus band test (immunofluorescencja bezpośrednia) wykazuje linijne złogi przeciwciał i dopełniacza w obrębie błony podstawnej (często nie udaje się wykazać zmian). Immunofluorescencja pośrednia pozwala oznaczyć przeciwciała przeciwjądrowe ANA, anty-Ro, anty-La.

## Leczenie
- leki przeciwmalaryczne: chlorochina, hydroksychlorochina
- niskie dawki glikokortykosteroidów